# Cerkev sv. Miklavža, Gorjanci
Cerkev sv. Miklavža se nahaja na Gorjancih. Prvič je bila v listinah omenjena leta 1526 v zvezi s protiturškim davkom. Uskoki so jo v 17. stoletju občasno uporabljali v posvetne namene, zato je bila v slabem stanju. Okoli leta 1836 so jo dokončno opustili.
Današnja stavba je bila na novo pozidana leta 1887. Tedaj je bila obnovljena tudi notranjost cerkve. Glavni oltar je posvečen sv. Miklavžu, stranska oltarja pa Mariji Kraljici in sv. Jožefu. V cerkvi visi slika sv. Jere, pred vrati v steni pa je vzidana podoba Janeza Trdine. Leta 2012 je bila na objektu prenovljena streha.
Cerkev je danes zavarovana kot kulturni spomenik lokalnega pomena.

## Legenda
Po ljudskem izročilu naj bi se po opustitvi cerkve v Hudo peč v dolini Pendirjevke naselil škrat (gorjanski vrag). Kmetom je nagajal pri košnji trave, povzročal je neurja s točo. Posledica so bile izredno slabe letine. Prerokovano pa je bilo, da ga bo odgnalo zvonenje železnega junca. Ko se je v novi cerkvi na Miklavžu ponovno oglasil zvon, je škrat v zbežal in v viharju polomil drevje na Polomu.

## Dostopi
Cerkev stoji le streljaj od novega in starega planinskega doma na Miklavžu, do koder se je mogoče pripeljati z vozilom (od Krvavega kamna do cerkve pa je približno 20 minut hoje).
Od cerkve se je mogoče odpraviti še na Trdinov vrh, do koder vodi označena pešpot, ki jo povprečen pohodnik opravi v eni uri.